# Люсьенна де Рошфор
Люсьенна де Рошфор (1088 — 6 мая 1137) — первая супруга Людовика VI в 1104 — 1107 годах. Вышла замуж за Людовика до его вступления на престол.
Люсьенна де Рошфор — дочь Ги I Красного де Рошфора, из династии Монлери, и его второй жены Аделаиды де Креси.
В 1104 году Люсьенна вступила в брак с Людовиком, старшим сыном короля Филиппа I. Заключение брака сблизило действующего монарха с её отцом, назначенным сенешалем Франции. Трехлетний брак оказался бездетным. Согласно французскому хронисту Сугерию, автора панегирика в честь Людовика (Vita Ludovici VI), отношения между супругами не сложились. Брак был расторгнут Папой Пасхалием II на Труанском соборе на основании кровного родства 23 мая 1107 года, за год до того, как Людовик унаследовал трон. Причина расторжения брака была предметом споров. Одна версия гласит, что за этим стояла Бертрада де Монфор, желавшая ослабить положение наследного принца, чтобы упрочить положение собственного сына, Филиппа Мантского, в порядке престолонаследия; по другой же версии причиной послужило соперничество отца Люсьенны с семейством Гарландов, которые намеривались получить должность сенешаля. После расторжения брака отец бывшей супруги, Ги, вместе с его сыном Гуго де Креси восстали против Людовика.
Вторым мужем Люсьенны был Гишар III де Божё (ум. 1138).
Последнее упоминание Люсьенны датируется 6 мая 1137 года.